# Hanna Blomstrand
Hanna Blomstrand (nascida em 25 de agosto de 1996) é uma jogadora sueca de handebol que integrou a seleção sueca nos Jogos Olímpicos de Verão de 2016 no Rio de Janeiro, obtendo a sétima posição. Atua como armadora direita e joga pelo clube Lugi HF desde 2012.